# Connantre
Connantre est une commune française, située dans le département de la Marne en région Grand Est.

## Géographie
Commune d'environ 1 000 habitants, se situant dans le Sud de la Marne céréalière à environ 15 kilomètres de Sézanne, 80 kilomètres de Reims et 130 kilomètres de Paris.
| Allemant | Broussy-le-Grand | Bannes           |
| Linthes  | Connantre        | Fère-Champenoise |
| Pleurs   | Ognes            | Corroy           |

### Hydrographie
La commune est dans la région hydrographique « la Seine de sa source au confluent de l'Oise (exclu) » au sein du bassin Seine-Normandie. Elle est drainée par la Superbe, le cours d'eau 01 des Crouyères, le cours d'eau 01 du Bois Romain, le Fossé 01 du Bouchot, les Bimes et divers bras de la Vaure,.
La Superbe, d'une longueur de 40 km, prend sa source dans la commune de Vassimont-et-Chapelaine et se jette  dans l'Aube à Boulages, après avoir traversé douze communes. 

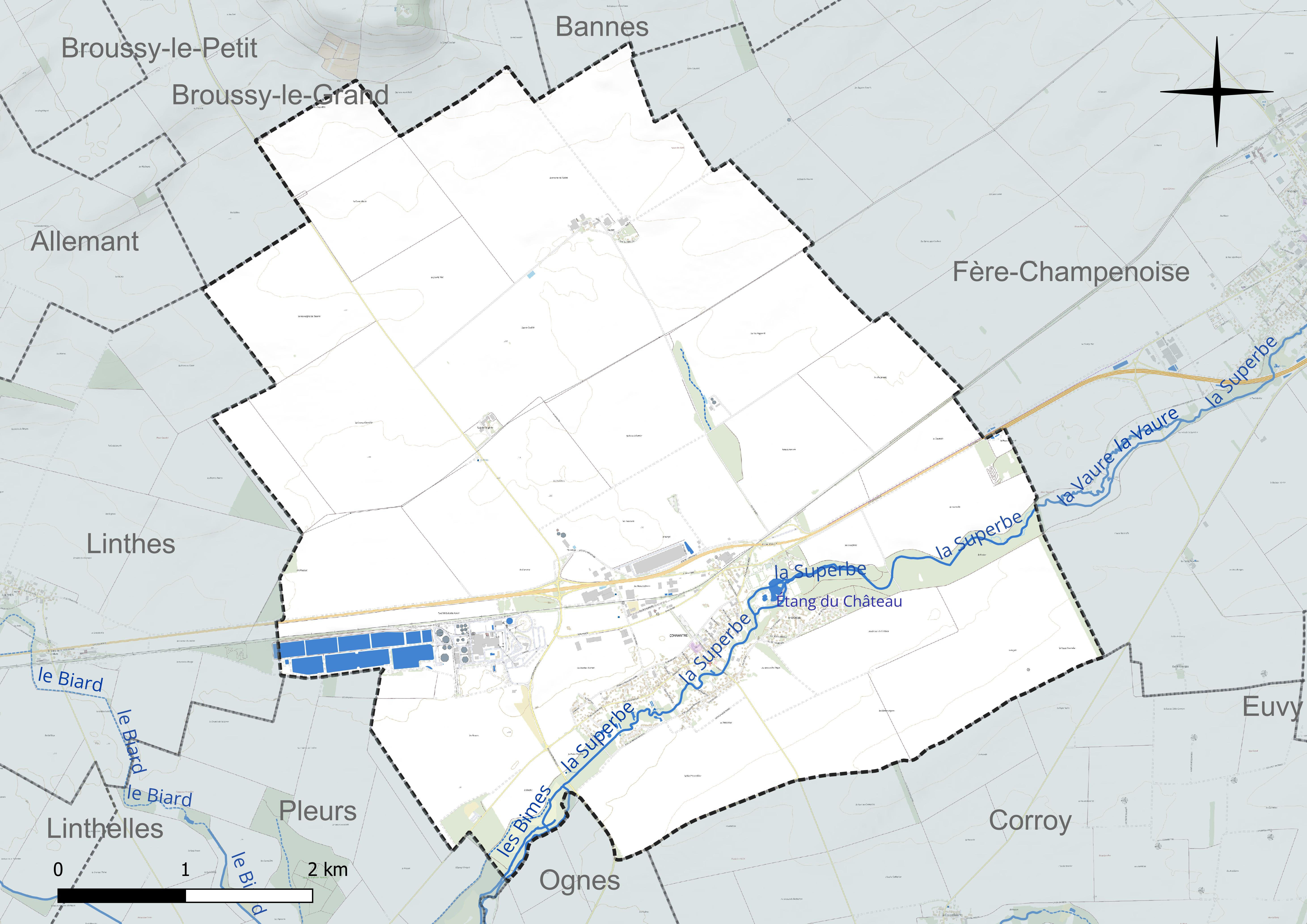
Réseau hydrographique de Connantre.

Un plan d'eau complète le réseau hydrographique : l'étang du Château (1,5 ha),.

### Climat
Pour des articles plus généraux, voir Climat du Grand Est et Climat de la Marne.
En 2010, le climat de la commune est de type climat océanique dégradé des plaines du Centre et du Nord, selon une étude du Centre national de la recherche scientifique s'appuyant sur une série de données couvrant la période 1971-2000. En 2020, Météo-France publie une typologie des climats de la France métropolitaine dans laquelle la commune est exposée à un climat océanique altéré et est dans la région climatique  Nord-est du bassin Parisien, caractérisée par un ensoleillement médiocre, une pluviométrie moyenne régulièrement répartie au cours de l’année et un hiver froid (3 °C). 
Pour la période 1971-2000, la température annuelle moyenne est de 10,5 °C, avec une amplitude thermique annuelle de 15,7 °C. Le cumul annuel moyen de précipitations est de 710 mm, avec 11,4 jours de précipitations en janvier et 7,6 jours en juillet. Pour la période 1991-2020, la température moyenne annuelle observée sur la station météorologique de Météo-France la plus proche, « Sommesous », sur la commune de Sommesous à 20 km à vol d'oiseau, est de 10,8 °C et le cumul annuel moyen de précipitations est de 816,9 mm. 
La température maximale relevée sur cette station est de 42,2 °C, atteinte le 25 juillet 2019 ; la température minimale est de −26,5 °C, atteinte le 14 février 1956,,. 
Les paramètres climatiques de la commune ont été estimés pour le milieu du siècle (2041-2070) selon différents scénarios d'émission de gaz à effet de serre à partir des nouvelles projections climatiques de référence DRIAS-2020. Ils sont consultables sur un site dédié publié par Météo-France en novembre 2022.

## Urbanisme

### Typologie
Au 1er janvier 2024, Connantre est catégorisée bourg rural, selon la nouvelle grille communale de densité à sept niveaux définie par l'Insee en 2022.
Elle est située hors unité urbaine. Par ailleurs la commune fait partie de l'aire d'attraction de Sézanne, dont elle est une commune de la couronne,. Cette aire, qui regroupe 37 communes, est catégorisée dans les aires de moins de 50 000 habitants,.

### Occupation des sols
L'occupation des sols de la commune, telle qu'elle ressort de la base de données européenne d’occupation biophysique des sols Corine Land Cover (CLC), est marquée par l'importance des territoires agricoles (88,6 % en 2018), en diminution par rapport à 1990 (89,6 %). La répartition détaillée en 2018 est la suivante : 
terres arables (88,6 %), zones industrielles ou commerciales et réseaux de communication (4,5 %), forêts (3,8 %), zones urbanisées (2,3 %), espaces verts artificialisés, non agricoles (0,9 %). L'évolution de l’occupation des sols de la commune et de ses infrastructures peut être observée sur les différentes représentations cartographiques du territoire : la carte de Cassini (XVIIIe siècle), la carte d'état-major (1820-1866) et les cartes ou photos aériennes de l'IGN pour la période actuelle (1950 à aujourd'hui).

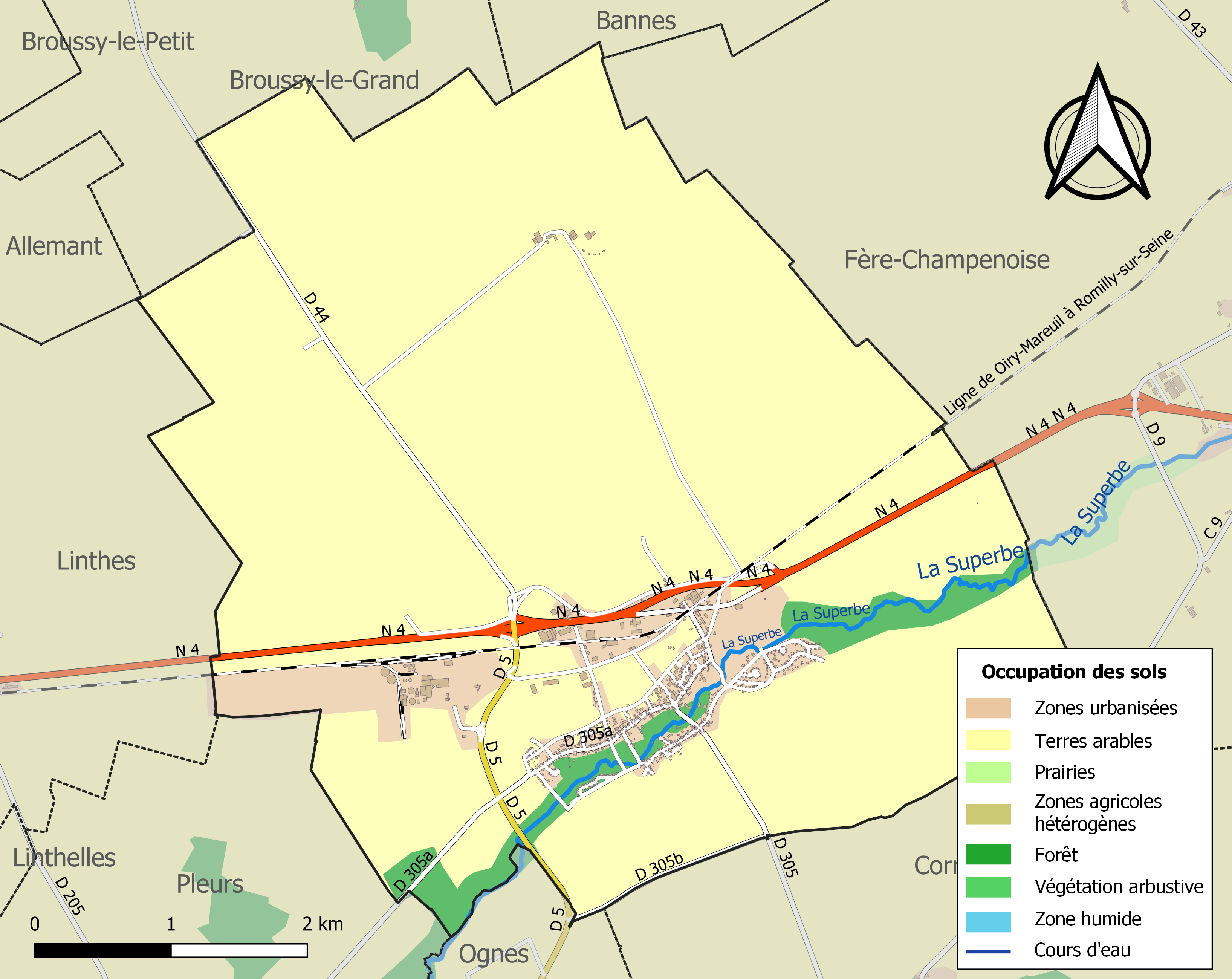
Carte des infrastructures et de l'occupation des sols de la commune en 2018 (CLC).

## Toponymie
Le nom de la localité est attesté sous les formes Conantrium (1131) ; Conantrum (1173) ; Conantre (1189) ; Connantre (vers 1222) ; Conentre (vers 1229) ; Connentre (1375) ; Connantra (1542).

## Histoire

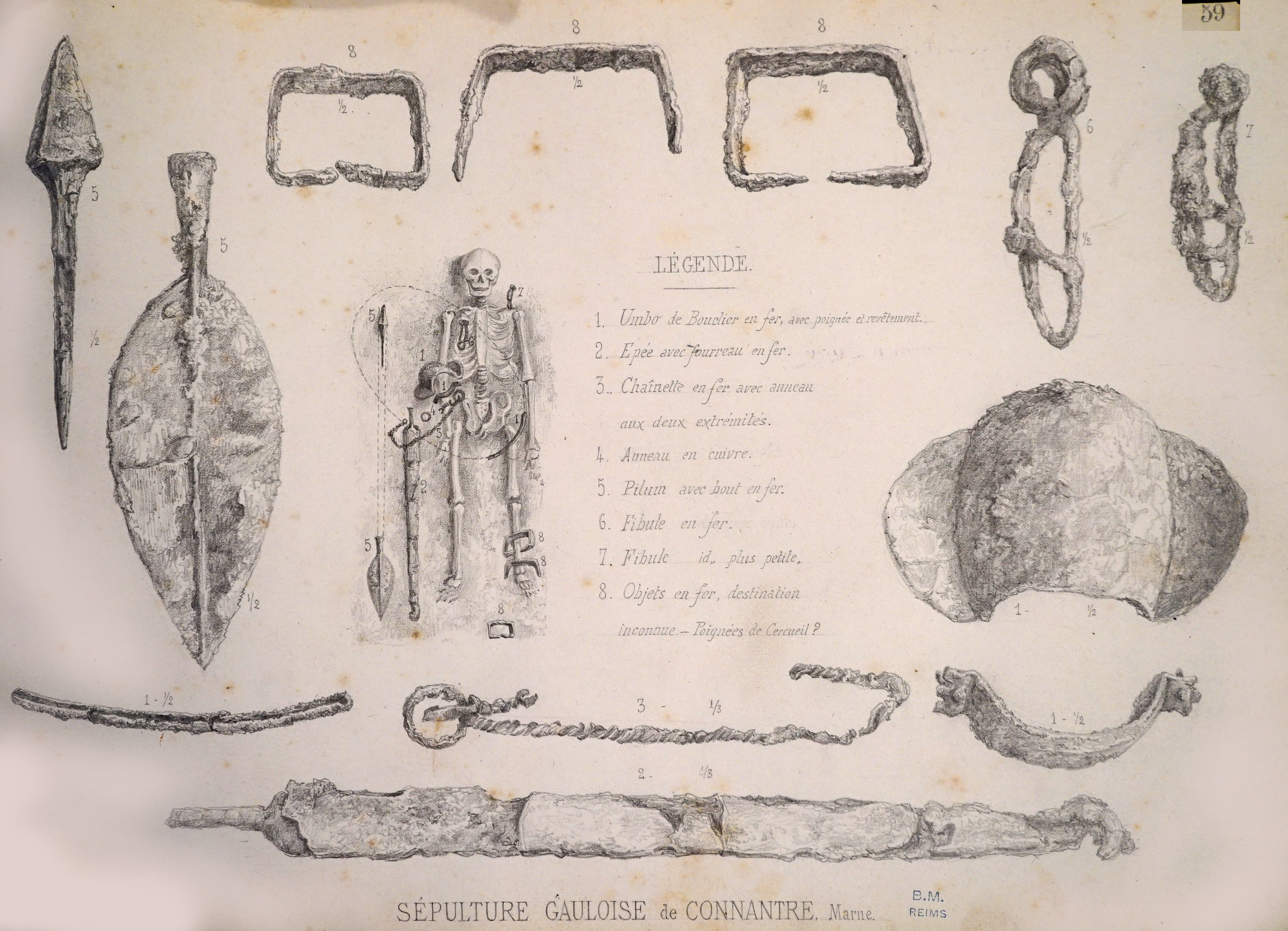
Sépulture gauloise fouillée en 1872, dessin d'Émile Gastebois.

Des traces de présence du Hallstatt furent découvertes par Brisson en 1949 au lieu-dit Au-desus des Fontaines. Puis une présence gauloise fut mise à jour par Léon Morel au lieu-dit au-dessus-du Foulon. Dans le front de taille d'une crayère, il a été trouvé en 1936 une douzaine de tombes mérovingiennes.

## Politique et administration

### Liste des maires
| Période                                  | Période                    | Identité       | Étiquette | Qualité |
| ---------------------------------------- | -------------------------- | -------------- | --------- | --- |
| Les données manquantes sont à compléter. |                            |                |           | |
| 1965                                     | mars 2008                  | Antoine Subtil | SE        | |
| mars 2008                                | En cours (au 20 mars 2023) | Michel Jacob   | DVD       | Commerçant Vice-président (2020 → 2023) puis président (2023 → ) de la CC du Pays du Sud Marnais Réélu pour le mandat 2014-2020 |

### Jumelages
- Holzmaden (Allemagne)

## Démographie
La démographie de Connantre a connu un fort développement à partir de la construction de la sucrerie en 1973.
L'évolution du nombre d'habitants est connue à travers les recensements de la population effectués dans la commune depuis 1793. Pour les communes de moins de 10 000 habitants, une enquête de recensement portant sur toute la population est réalisée tous les cinq ans, les populations de référence des années intermédiaires étant quant à elles estimées par interpolation ou extrapolation. Pour la commune, le premier recensement exhaustif entrant dans le cadre du nouveau dispositif a été réalisé en 2004.

En 2022, la commune comptait 1 006 habitants, en évolution de −9,21 % par rapport à 2016 (Marne : −1,19 %, France hors Mayotte : +2,11 %).
| 1793 | 1800 | 1806 | 1821 | 1831 | 1836 | 1841 | 1846 | 1851 |
| ---- | ---- | ---- | ---- | ---- | ---- | ---- | ---- | ---- |
| 500  | 465  | 462  | 484  | 576  | 599  | 624  | 624  | 620  |

| 1856 | 1861 | 1866 | 1872 | 1876 | 1881 | 1886 | 1891 | 1896 |
| ---- | ---- | ---- | ---- | ---- | ---- | ---- | ---- | ---- |
| 621  | 643  | 659  | 642  | 650  | 608  | 534  | 531  | 487  |

| 1901 | 1906 | 1911 | 1921 | 1926 | 1931 | 1936 | 1946 | 1954 |
| ---- | ---- | ---- | ---- | ---- | ---- | ---- | ---- | ---- |
| 488  | 485  | 490  | 507  | 519  | 583  | 517  | 590  | 602  |

| 1962 | 1968 | 1975 | 1982  | 1990  | 1999  | 2004  | 2006  | 2009  |
| ---- | ---- | ---- | ----- | ----- | ----- | ----- | ----- | ----- |
| 628  | 567  | 746  | 1 031 | 1 107 | 1 110 | 1 141 | 1 142 | 1 063 |

| 2014  | 2019  | 2022  | - | - | - | - | - | - |
| ----- | ----- | ----- | - | - | - | - | - | - |
| 1 103 | 1 036 | 1 006 | - | - | - | - | - | - |

## Héraldique
| Armes de Connantre | Les armes de la commune se blasonnent ainsi : d'azur à la levrette passante d'argent, colletée d'or, au chef de gueules soutenu d'or, chargé d'un croissant aussi d'argent, accosté de deux étoiles du même. |

## Lieux et monuments
- Église Saint-Caprais.
- Un plan d'eau est entouré de vieux et grands arbres où autrefois était exposé le château du village, détruit car il tombait à l'abandon dans les années 1970-80 par son propriétaire.
- La tombe d'un officier de la Garde impériale russe tué en 1814 au combat de Fère-Champenoise.
- Un cimetière militaire allemand, géré par le Volksbund Deutsche Kriegsgräberfürsorge, a été aménagé pour les soldats morts lors des combats de septembre 1914.

## Personnalités liées à la commune
- Alexis Eugène Thuriot de La Rosière (1807-1876), député.